# Тадеуш Валіхновський
Тадеуш Адам Валіхновський (пол. Tadeusz Adam Walichnowski; 26 лютого 1928, Варшава — 18 січня 2005, там же) — польський генерал держбезпеки, функціонер МГБ, КГБ та СБ МВС ПНР. У 1980-х роках — член ЦК ПОРП, комендант (ректор) Академії внутрішніх справ. Належав до «партійного бетону», зараховувався до лідерів націонал-комуністичного й антисемітського крила ПОРП. Був відомий також як історик, політолог й архівіст.

## Офіцер держбезпеки
У сімнадцятирічному віці Тадеуш Валіхновський вступив до компартії ПРП, з 1948 року перебував у ПОРП. Наприкінці 1946 року вступив на службу до Міністерства громадської безпеки (МГБ). Обіймав молодші офіцерські посади у залізничному відділі Острудського повітського управління, потім у відділі контррозвідки Ольштинського воєводського управління.
У березні 1951 року переведений до центрального апарату МГБ. Служив у VIII департаменті (транспорт і зв'язок), потім очолював секцію кабінету міністра Радкевича. Після розформування МГБ у 1954 році перейшов на службу до Комітету громадської безпеки, був юридичним радником голови Двораковського.
У 1957—1958 роках, після чергової реформи держбезпеки, Тадеуш Валіхновський прослухав курс у школі І департаменту (розвідка) МВС ПНР. Перейшов до I департаменту, у 1961—1965 роках перебував у віденській резидентурі, формально вважаючись аташе посольства ПНР в Австрії. У 1965—1967 роках очолював 3 відділ I департаменту (розвідка у ФРН, Західному Берліні й Австрії). У 1967—1969 полковник Валіхновський — заступник директора III департаменту СБ МВС («боротьба з антидержавною діяльністю», ідеологічні переслідування) полковника Пентека.
У 1959 році Тадеуш Валіхновський закінчив факультет права й управління Варшавського університету. У 1967 році здобув докторський ступінь в Університеті Миколая Коперника.

## Ідеолог і політик
Серед офіцерів МВС ПНР Тадеуш Валіхновський вирізнявся публічністю та публіцистичністю. З 1961 року він публікував пропагандистські монографії історичної та політологічної тематики. Спеціалізувався на критиці західнонімецького реваншизму й ізраїльського сіонізму. Вважався у ПОРП «фахівцем з сіонізму». У своїх текстах Валіхновський завзято проводив тезу про «змову реваншистів з сіоністами проти соціалістичної Польщі». Позиціювався як антисіоніст, сприймався як один з лідерів антисемітських кіл. Примикав до націонал-комуністичної фракції «Партизани», яку очолював Мечислав Мочар.
Тадеуш Валіхновський брав активну участь в антисемітській кампанії 1968 року. При цьому вважав позицію керівництва ПОРП недостатньо жорсткою. Коли влада почала поступово згортати переслідування та пропаганду, Валіхновський приєднався до радикальної антисемітської групи, яка звинувачувала у «непослідовності» першого секретаря ЦК ПОРП Владислава Гомулку та секретаря ЦК з ідеології Зенона Клишка. Доходило до нелегального розповсюдження відповідних листівок. У результаті у 1969 році Валіхновський був звільнений з МВС як «провідний представник антисемітської фракції».
У 1970—1976 роках Тадеуш Валіхновський — науковий співробітник Польської академії наук, заступник директора Інституту соціалістичних країн ПАН. Далі до 1980 року — директор Державного архіву ПНР. З 1977 до 1981 рік — професор Вищої школи суспільних наук при ЦК ПОРП. Видав ряд монографій про національну політику ПНР та СРСР, а також з історії придушення антикомуністичного повстанського руху 1940—1950-х років.
У 1980 році, на тлі масового страйкового руху та великих змін у партійно-державному керівництві, полковник Валіхновський повернувся на службу до МВС. Отримав призначення комендантом (ректором) Академії внутрішніх справ. Під його керівництвом Академія перетворилася на оплот «партійного бетону». Валіхновський був непримиренним противником незалежної профспілки Солідарність, виступав за силове придушення опозиції. Орієнтувався на таких діячів «бетону», як Мирослав Мілевський та Владислав Цястонь. Перебував в об'єднанні «Грюнвальд», Асоціації «Реальність», редколегії видання «Реальності». Тісно взаємодіяв з Ришардом Гонтажем.
На IX надзвичайному з'їзді ПОРП у липні 1981 року Тадеуш Валіхновський був обраний членом ЦК. Повністю підтримав введення воєнного стану та створення WRON на чолі з генералом Ярузельським. Брав участь у підготовці нової програми ПОРП. Перебував у керівних органах Союзу борців за свободу та демократію та Товариства польсько-радянської дружби, у редколегії теоретичного журналу ЦК «Nowe Drogi». У 1984 році йому було надано звання генерал бригади.
У 1988 році нова страйкова хвиля змусила ПОРП погодитися на Круглий стіл з «Солідарністю». Валіхновський знову підтримав керівництво — у його виступах з'явився мотив небезпеки консерватизму та догматизму. Слухачів Академії він орієнтував на боротьбу з цими явищами. Серед його творів з'явилися монографії про нове мислення та депортацію поляків у СРСР. Основну свою діяльність він переніс до Ради охорони пам'яті боротьби та мучеництва.

## Після відставки
Альтернативні вибори у червні 1989 році призвели до усунення ПОРП від влади та перетворення ПНР на Третю Річ Посполиту. У 1990 році Тадеуш Валіхновський звільнився з МВС. Попри свої погляди, він не брав безпосередньої участі у репресіях і не притягувався до відповідальності.
У відставці Валіхновський викладав у приватних вишах, займався історичними дослідженнями, з 1999 року головував у науковій раді Наукового інституту Союзу солдатів Народного Війська Польського. У 2001 році видав збірку архівних матеріалів про період воєнного стану та монографію про німецьку політику щодо польських територій.
Помер Тадеуш Валіхновський незадовго до свого 77-річчя. Похований у Варшаві на Північному комунальному цвинтарі разом з дружиною Гоноратою.